# Bracon comparatus
Bracon comparatus är en stekelart som beskrevs av Cameron 1886. Bracon comparatus ingår i släktet Bracon och familjen bracksteklar. Inga underarter finns listade.